# Hilversum
Hilversum  è una municipalità dei Paesi Bassi di 89 148 abitanti situata nella provincia dell'Olanda Settentrionale.
Il piano d'espansione della città e numerosi edifici fra cui il Municipio, la piscina coperta, il cimitero, scuole e abitazioni sono state progettate da Willem Marinus Dudok.
Dagli anni venti Hilversum è la sede e stazione trasmittente dell'ente radiotelevisivo olandese, tanto che il nome della cittadina, indicato sul sintonizzatore di molte radio, era diventato sinonimo dell'ente. Vi hanno sede anche Universal Music Group e Spinnin' Records.
Ha ospitato l'Eurovision Song Contest nel 1958.